# 戀劍少女
《戀劍少女》（恋剣乙女）是由eufonie製作並於2012年12月21日發售的戀愛冒險類型成人遊戲。廣告標語是「少女的劍是―― 靠戀愛的力量而醒覺的」。2014年4月25日發售Fan disc《戀劍少女 ～再燃～》 。

## 登場人物

### 主要角色
大場誠一
本作品的男主角，樫之森學園1年S班男學生。具有名為「無限之御手」的特殊能力。
安國茜（聲：茜戀）
身高：165cm，體重：50kg，三圍：B87/W56/H83
樫之森學園1年S班女學生。導力武器是火焰系大劍「ホムラコトナオサメ」。
神代透子（聲：井之上花）
身高：162cm，體重：49kg，三圍：B79/W59/H82
樫之森學園1年S班女學生。導力武器是結冰系日本刀「蒼冰」。
染谷柚（聲：白雪碧）
身高：155cm，體重：42kg，三圍：B85/W55/H83
樫之森學園1年C班（研究班）女學生，誠一的青梅竹馬。
伊芙·艾蓮英·奧斯汀（Yves Elaine Austin，聲：森谷實園）
身高：149cm，體重：37kg，三圍：B71/W51/H72
聖大衛學園1年級女學生，安國茜的青梅竹馬。導力武器是生命系刺擊劍「Rapier Russia」。

### 次要角色
市倉仁（聲：One More Chance）
樫之森學園1年S班男學生。生命系導力者。
市倉千春（聲：遙空）
樫之森學園1年S班女學生。市倉仁的雙胞胎妹妹。生命系導力者。
柴崎薰（聲：丸井琴乃）
樫之森學園1年S班男學生。物質移動系導力者。
藤島直（聲：直島藤）
樫之森學園的女性教師，1年S班主任。剛力系導力者。
石橋美佐（聲：みる）
樫之森學園的女性教師，1年C班副主任兼保健醫生。
太田寬雄（聲：廣野大地）
樫之森學園1年S班男學生。導力武器是念動系兩手劍「Weiß Flügel」。
千代田麻里（聲：雪都さお梨）
樫之森學園1年S班女學生。導力武器是電擊系破壞劍「Light Break」。
湊志保（聲：野波ひなき）
樫之森學園1年S班女學生。導力武器是水系日本刀「黑姬一文字」。
四條力也（聲：梶川翔平）
聖大衛學園1年級男學生。導力武器是火焰系雙劍「火焰雙龍」。
藤森香澄（聲：柊雪）
聖大衛學園1年級女學生。導力武器是剛力系大劍「愛羅武勇」。
伏見翼（聲：藤森ゆき奈）
聖大衛學園1年級女學生。導力武器是移動系兩刃劍「武鎖死魔苦離」。
佐田明（聲：瀨路啓維）
聖大衛學園1年級男學生。導力武器是風系蛇腹劍「俺流滅殺輪舞刃」。
小林麗（聲：青葉林檎）
聖大衛學園1年級女學生。導力武器是電擊系突劍「雷射兩突」。

## 工作人員
- 原畫：立羽
- 劇本：長谷川藍
- 音樂：Elements Garden
- 動畫：藤村沙紀

## 主題曲
片頭曲：「sword of virgin」fripSide
歌唱：南條愛乃、作詞：Lira、作曲和編曲：川崎海、製作人：八木沼悟史
片尾曲：「Happy Go Round」
歌唱：fripSide feat.Lira 、作詞：Lira、作曲和編曲：川崎海
片頭曲：「Blaze of Reunion」（恋剣乙女～再燃～）
歌 - fripSide 作詞 - m@o 作・編曲 - Kai kawasaki
片尾曲：「アイリス～二人の絆～」（恋剣乙女～再燃～）
歌 - MALiA 作詞 - 琉姫アルナ 作 - 琉姫アルナ 編曲 - ALVINE

## 相關CD
- 初回贈品：戀劍少女 Soundtrack（原聲帶）
- 預約贈品：戀劍少女 Vocal collection（歌曲集）
- 店舗預約贈品：Situation CD（廣播劇CD）[3]
  - Sofmap：染谷柚
  - Getchu屋：伊芙·艾蓮英·奧斯汀
  - Medio!：神代透子
  - Melonbooks：安國茜

## 評價
《戀劍少女》在日本美少女游戏与动画相关商品销售网站Getchu.com的2012年12月销量榜上排名第5名；2012年全年排名第46名；2013年1月排名第24名。

## 外部連結
- eufonie Official Web Site （页面存档备份，存于）（日語）
- 戀劍少女官方網站 （页面存档备份，存于）（日語）
- 戀劍少女 ～再燃～官方網站 （页面存档备份，存于）（日語）